# Ela Disse (filme)
She Said (prt/bra: Ela Disse) é um filme de drama biográfico estadunidense de 2022 dirigido por Maria Schrader e escrito por Rebecca Lenkiewicz, baseado no livro de mesmo nome das repórteres Jodi Kantor e Megan Twohey. O filme é estrelado por Carey Mulligan e Zoe Kazan como Twohey e Kantor, respectivamente, e acompanha a investigação do New York Times que expôs a história de abuso e má conduta sexual de Harvey Weinstein contra mulheres.
Os direitos do livro foram adquiridos em 2018 e o filme anunciado em 2021 como uma coprodução entre a Annapurna Pictures e Plan B Entertainment. As filmagens aconteceram em Nova York com Natasha Braier como diretora de fotografia. Durante a pós-produção, a edição foi finalizada por Hansjörg Weißbrich e a trilha sonora foi composta por Nicholas Britell.
She Said teve sua estreia mundial no 60º Festival de Cinema de Nova York em 13 de outubro de 2022, e foi lançado nos Estados Unidos em 18 de novembro de 2022, pela Universal Pictures. O filme recebeu avaliações geralmente positivas dos críticos, que elogiaram o roteiro e as atuações de Kazan e Mulligan. Também foi eleito um dos melhores filmes de 2022 pelo American Film Institute.

## Elenco
- Carey Mulligan como Megan Twohey
- Zoe Kazan como Jodi Kantor
- Patricia Clarkson como Rebecca Corbett
- Andre Braugher como Dean Baquet
- Jennifer Ehle como Laura Madden
  - Lola Petticrew como Laura jovem
- Samantha Morton como Zelda Perkins
  - Molly Windsor como Zelda jovem
- Ashley Judd como ele mesmo
- Zach Grenier como Irwin Reiter
- Peter Friedman como Lanny Davis
- Tom Pelphrey como Jim Rutman
- Frank Wood como Matt Purdy
- Adam Shapiro como Ron Lieber
- Angela Yeoh como Rowena Chiu
- Sean Cullen como Lance Maerov
- James Austin Johnson como Donald Trump (voz)
- Sarah Ann Masse como Emily Steel
- Keilly McQuail como Rose McGowan (voz)
- Anastasia Barzee como Lisa Bloom
- Mike Houston como Harvey Weinstein
- Gwyneth Paltrow como ela mesma (voz)

## Lançamento
O filme foi lançado nos cinemas nos Estados Unidos em 18 de novembro de 2022, coincidindo com o então julgamento de Weinstein em andamento em Los Angeles. Estreou no 60º Festival de Cinema de Nova York em 13 de outubro de 2022, e no Festival de Cinema de Londres em 14 de outubro de 2022. Também foi exibido no TCL Chinese Theatre durante o AFI Fest de 2022 em 4 de novembro de 2022.
Em Portugal, foi lançado em 17 de dezembro de 2022, e no Brasil, em 8 de dezembro de 2022.

## Recepção
No Rotten Tomatoes, 87% das 236 resenhas dos críticos são positivas, com nota média de 7,6/10. O consenso do site diz: "Embora She Said se esforce para adicionar um toque cinematográfico à sua história baseada em fatos reais, continua sendo uma homenagem digna e bem representada à integridade jornalística". O Metacritic, que usa uma média ponderada, atribuiu ao filme uma pontuação de 74 em 100, com base em 51 avaliações, indicando "críticas geralmente favoráveis".